# Mimaletis verecunda
Mimaletis verecunda là một loài bướm đêm trong họ Geometridae.